# I. e. 145
Évszázadok: i. e. 3. század – i. e. 2. század – i. e. 1. század
Évtizedek: i. e. 190-es évek – i. e. 180-as évek – i. e. 170-es évek – i. e. 160-as évek – i. e. 150-es évek – i. e. 140-es évek – i. e. 130-as évek – i. e. 120-as évek – i. e. 110-es évek – i. e. 100-as évek – i. e. 90-es évek
Évek: i. e. 150 – i. e. 149 – i. e. 148 – i. e. 147 –  i. e. 146 – i. e. 145 – i. e. 144 – i. e. 143 – i. e. 142 – i. e. 141 – i. e. 140

## Események

### Róma
- Quintus Fabius Maximus Aemilianust és Lucius Hostilius Mancinust választják consulnak.
- Q. Fabiust Hispániába küldik a luzitán felkelés elfojtására, de nem ér el jelentős sikert.

### Hellenisztikus birodalmak
- VI. Ptolemaiosz egyiptomi fáraó maga mellé veszi uralkodótársul kiskorú fiát, VII. Ptolemaioszt.
- Ptolemaiosz felhagy I. Alexandrosz szeleukida király támogatásával, annak kicsapongó életmódja miatt. Pártra száll Szíriában, elválasztja tőle korábban feleségül adott lányát, Kleopátra Theát és ehelyett vetélytársának, II. Démétriosznak adja feleségül.
- Jonatán Makkabeus, Júdea kormányzója Ptolemaiosz elé járul, aki megerősíti őt jeruzsálemi főpapi székében, adókedvezményt ad számára és jelentős újabb területeket csatol Júdeához.
- Ptolemaiosz Antiokheiánál csatában legyőzi Alexandroszt, aki elmenekül. Az ütközetben Ptolemaiosz súlyosan megsebesül, amikor egy elefánttól megriadt lova leveti magáról.
- Alexandrosz egy nabateus fejedelemhez, Zabdiélhez menekül, aki meggyilkoltatja és a fejét elküldi Ptolemaiosznak. Ptolemaiosz néhány nappal később belehal sérüléseibe.
- A kiskorú VII. Ptolemaiosz (és régensként kormányzó anyja, II. Kleopátra) néhány hétig uralkodik, majd nagybátyja, VIII. Ptolemaiosz bevonul Alexandriába és átveszi a hatalmat.
- Indiai hadjáratáról hazatérőben meggyilkolják I. Eukratidész görög-baktriai királyt. Két fia, II. Eukratidész és I. Helioklész harcolni kezd a trónért.

## Születések
- Sze-ma Csien, kínai történetíró

## Halálozások
- VI. Ptolemaiosz, egyiptomi fáraó
- I. Alexandrosz Theopatór Euergétész, szeleukida király
- I. Eukratidész, görög-baktriai király

## Fordítás
- Ez a szócikk részben vagy egészben  a(z)   145 av. J.-C. című francia Wikipédia-szócikk ezen változatának fordításán alapul.  Az eredeti cikk szerkesztőit annak laptörténete sorolja fel. Ez a jelzés csupán a megfogalmazás eredetét és a szerzői jogokat jelzi, nem szolgál a cikkben szereplő információk forrásmegjelöléseként.